# 김어준의 뉴욕타임스
《김어준의 뉴욕타임스》는 한겨레TV(과거 하니TV)에서 제작하는 대한민국의 시사 관련 인터넷 방송이다. 2009년 6월 23일 첫 방송을 시작으로 개편을 거듭하면서 시즌 3을 끝으로 종영되었다.

2012년 제 18대 대통령선거 이후 MC를 담당하는 김어준 총수가 유럽으로 장기 출국해, 2012년 12월 14일에 방영된 202회가 그의 마지막 출연분이 되었다. 김보협 기자 역시 대선 이후 장기간의 휴가를 사유로 202회를 끝으로 하차하였다. 김어준 총수의 출국에 따른 장기간 부재로 인해 2주간 결방한 후 2013년 1월 4일 203회가 방영되었으며, 207회까지 김외현 기자와 정치평론가 이철희 소장이 고정으로 진행을 대리 담당하였다.
208회부터 [김어준의 뉴욕타임스] 보조 진행을 맡다가 2012년 4.11 총선 출마로 하차하게 된 김용민 전 PD가 진행자로 임시 투입되었으며, 2013년 3월 16일, 통산 211회를 끝으로 종영하였다. (마지막회 출연진 - 김용민, 김외현, 김보협, 이철희)

## 출연진
- 김어준 (딴지일보 총수/나는 꼼수다 출연자) (메인 진행자)
- 김외현 (한겨레 정치부 정당팀 기자)[3] (보조 진행자)
- 김보협 (한겨레 정치부 기자)
- 게스트

과거 출연진
- 김용민 (시사평론가, 나는 꼼수다/나는 꼽사리다 출연 및 편집자) (총선 출마 이후 안 나오다가 현재 게스트로 강등(?)되었다.)
- 하어영 (옛날 한겨레21 기자, 현재 한겨레 정치부 통일팀 기자 / 국방부 담당) (시사단두대 고정 출연했었다. 현재 게스트로 강등(?)되었다.)

## 방송된 코너
- 《황상민의 시사 CSI》 (폐지)
- 《김어준의 플러스 후》 (폐지)
- 《시사장악퀴즈》 (폐지)
- 《정봉주의 PSI》[4] (폐지)
- 《김용민의 시사되지?》[5](사실상 폐지)
- 《시사단두대》[6](사실상 폐지)
- 현재는 별다른 코너명 없이 진행한다.

## 참고
1. ↑  멀티미디어부. 나꼼수 뉴욕타임즈 "젊은층 분노 대변"…"김어준의 뉴욕타임즈…". 부산일보. 2011년 11월 2일 (수)
2. ↑  "김어준의 뉴욕타임스 종영합니다" 보관됨 2015-06-10 - 웨이백 머신 위키트리, 2013년 3월 12일
3. ↑  김용민이 총선 출마로 출연하지 않게 되자, 김용민의 대타로 출연하다가 현재 고정 출연하게 되었다.
4. ↑  정봉주 17대 국회의원이 구속 수감되어서 더 이상 진행할 수 없기 때문에 폐지되었다.
5. ↑  김용민은 총선 출마로 임시 하차하고, 김외현 기자가 김용민의 자리에 앉고 《김외현의 임시 시사되지?》로 진행하였다.
6. ↑  170회부터 시사되지?와의 통합으로 폐지